# Скворцов, Артём Эдуардович
Артём Эдуа́рдович Скворцо́в (род. 16 апреля 1975, Казань) — российский филолог, критик, поэт и музыкант.

## Биография
Окончил Казанский университет (филологический факультет) в 1997 году. В 2000 году получил степень кандидата филологических наук, защитив диссертацию «Литературная и языковая игра в русской поэзии 1970—2000 годов». С 2009 года — доцент кафедры русской литературы Казанского университета. В 2011 году получил степень доктора филологических наук, защитив диссертацию «Рецепция и трансформация поэтической традиции в творчестве О. Чухонцева, А. Цветкова и С. Гандлевского». С 2019 работает в КФУ в должности профессора (кафедра русской литературы и методики её преподавания).
Автор более двухсот научных и критических публикаций. Читал циклы лекций по современной русской поэзии в университетах Швейцарии (Фрибур: 1998, 2001, 2013, 2018; Лозанна: 2013) и Германии (Гиссен: 1997, 2004, 2014, Регенсбург: 2019).
Живет в Казани.

## Литературная деятельность
С 2007 по 2018 года руководил мастер-классом по поэзии от журнала «Октябрь» на ежегодном Форуме молодых писателей России. В 2017 году вошел в состав жюри конкурса «Русский Букер». В 2024 году стал членом жюри премии «Лицей».
Лауреат премии «Эврика» за монографию «Игра в современной русской поэзии» и ряд статей, опубликованных в журнале «Знамя» (фонд А.Потёмкина, Москва, 2008).

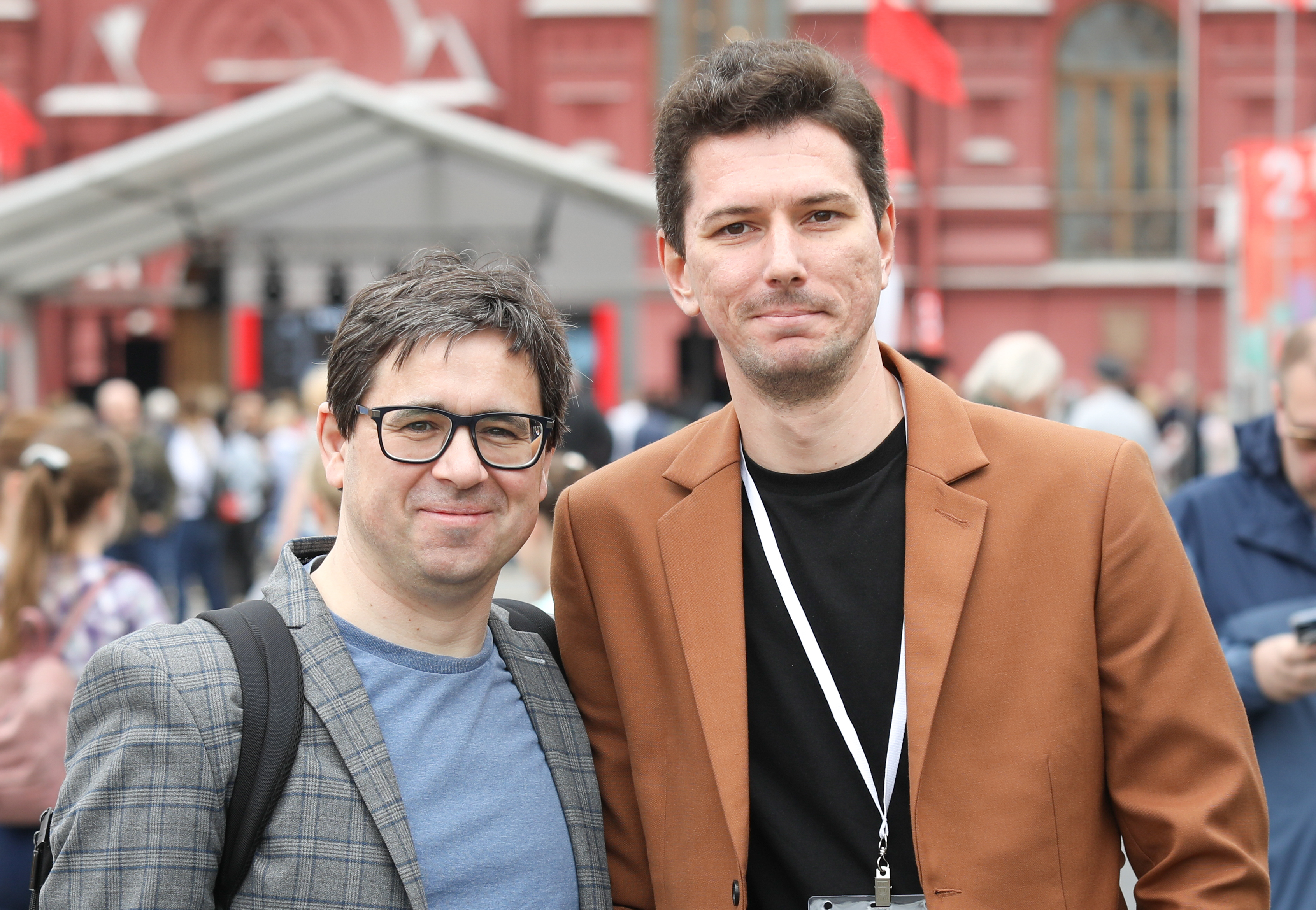
Поэт, литературовед Артем Скворцов и поэт Денис Безносов. Книжный фестиваль «Красная площадь – 2022».

Дипломант премии «Anthologia» за литературно-критические публикации в периодической печати (журнал «Новый мир», Москва, 2011).
Лауреат международной российско-итальянской премии «Белла» за эссе «Три современных стихотворения» (Италия, Виченца, 2016).
Победитель всероссийского конкурса «Книга года-2017» в номинации «Поэзия» – за составление антологии «100 стихотворений о Москве» (М.: Б.С.Г.-Пресс, 2016).
Дипломант XV всероссийского конкурса региональной и краеведческой литературы «Малая родина» в номинации «Люди нашего края» за подготовку к изданию книги: Гердт З.Е. «Рассказ о профессии, о друзьях, о себе»: Из литературного наследия (М.: Рутения, 2019).
Как поэт публиковался в изданиях «Октябрь», «Арион», «Новый мир», «Урал», «Пироскаф» и др. В 2017 году выпустил авторскую книгу стихов «Пока/Ещё».

## Музыкальная деятельность
В ноябре 2023 года дебютировал с синглом «Инфинитивы» на музыкальном лейбле «Казанализация». 8 декабря 2023 года представил свой первый музыкальный альбом «Акустика Чёрного Озера».  Определяет его жанр как «синтетический»: «Одна песня в сторону французского шансона, другая – с намёком на русский романс, третья – в духе блюз-рока, четвёртая – с элементами джаза...».
Давая оценку песням, вошедшим в альбом, литературовед Владимир Новиков определил их как «новый тип словесно-музыкальных произведений, альтернативный по отношению к авторской песне». По его мнению, в исполнении Скворцова «песня предстаёт не как разновидность письменной поэзии, а как равноправный синтез музыки и слова», и это «нечто совсем новое, открывающее заманчивую перспективу».
23 июля 2025 на том же лейбле вышел второй альбом Скворцова «НЕТАКЭТОДЕЛАЕТСЯ». Жанр: рок, джаз-рок, блюз, альтернатива. В записи альбом приняли участие джазовые музыканты: Андрей Руденко (клавишные), Азат Баязитов (саксофон), Борис Плотников (губная гармоника), Марат Бабаев (труба), Андрей Казанцев (ударные). Звукорежиссер – Айдар Закиров.

## Критика
«Лучшие стихи 2012 года» — это отличный навигатор в море российской поэзии: качество составительской работы, возможность выбора ярких и достойных произведений превращает каждый выпуск этой серии в поэтическое событие.— Артём Пудов (2014)

«Поэтическая генеалогия» обладает <…> одним важным достоинством, которое делает её по-настоящему значимой. Эта книга очень хорошо объясняет, как работает правило хорошей поэзии, для написания которой нужно сначала «запомнить сорок тысяч строк классиков, двадцать тысяч строк современников, десять тысяч забыть, а потом начать творить своё».— Антон Маслаков (2016)

«Первое, на что обращаешь внимание при чтении «Поэтической генеалогии» Артёма Скворцова, – разнообразие материала. Основная составляющая книги – литературоведческие статьи, результат исследований последних лет… Однако, несмотря на разноплановую фокусировку материала, книга именно критическая, особенную ценность представляющая именно для этого поля литературного процесса.».— Владимир Аверин (2016)

Если авторы и составители внеиерархичной, горизонтальной «Поэзии» расширяют поле и заносят в свой общий труд как можно больше частных примеров, то единоличный автор «Поэтической генеалогии» копает как можно глубже, до происхождения поэтических частностей.— Наталья Иванова (2016)

Приятно поражает цельность сборника «Пока/Ещё», каждое стихотворение которого представляет собой определённый интерес для читателя. Лёгкость стиха, ироничность, самоирония, игра словами, формами, смыслами, лёгкие переходы к традициям от древнерусской до современной западной и русской поэзии являются отличительной чертой творческой манеры А. Скворцова.— Альфия Галимуллина (2018)

## Книги
- Артём Скворцов. Игра в современной русской поэзии. — К.: Изд-во КГУ, 2005. — 364 с. ISBN 5-7464-1316-X
- Артём Скворцов. Лучшие стихи 2012. — М.: ОГИ, 2013. — 304 с. ISBN 978-5-94282-694-9
- Артём Скворцов. Самосуд неожиданной зрелости: Творчество Сергея Гандлевского в контексте русской поэтической традиции. — М.: ОГИ, 2013. — 222 с. ISBN 978-5-94282-688-0
- Карасёв Е.К. Вещественные доказательства: Избранные стихотворения и поэмы. Сост. А.Э.Скворцов. – М.: Б.С.Г.-Пресс, 2014. – 528 с. ISBN 978-5-93381-314-9
- Артём Скворцов. 100 стихотворений о Москве: Антология. — М.: Б.С.Г.-Пресс, 2016. — 528 с. ISBN 978-5-93381-375-0
- Артём Скворцов. Поэтическая генеалогия. — М.: ОГИ, 2016. — 528 с. ISBN 978-5-94282-733-5
- Артём Скворцов. Пока/Ещё: Книга стихов. — М.: ОГИ, 2017. — 92 с. ISBN 978-5-94282-818-9
- Артём Скворцов. Современное русское стихотворение. 1992-2017: Антология. — М.: ОГИ, 2018. — 368 с. ISBN 978-5-94282-822-6
- Волков И.Е. Стихотворения и поэмы. Сост. и предисл. А.Э.Скворцова. – М.: Б.С.Г.-Пресс, 2018. – 272 с. ISBN 978-5-93381-384-2
- Гердт З.Е. «Рассказ о профессии, о друзьях, о себе»: Из литературного наследия; сост. Т.А.Правдина, Е.З.Гердт, А.Э.Скворцов, Е.В.Дорожкина. – М.: Рутения, 2019. – 320 с., ил.  ISBN 978-5-6041057-0-2
- Фронтовая лира: Антология; сост. А.Э.Скворцов; пер. на англ. яз. – М.: Б.С.Г.-Пресс, 2020. – 544 с. ISBN 978-5-93381-420-7
- Артём Скворцов. «Но мир мой ширится, как волны…»: О поэзии Владислава Ходасевича. – М.: ОГИ, 2021. – 256 с. ISBN 978-5-94282-911-7
- Как мы читаем. Заметки, записки, посты о современной литературе / составитель и редактор И. Дуардович. — Москва: Эксмо, 2021. — 432 с. ISBN 978-5-04-117561-0